# Bochum
Bochum je grad smješten je na zapadu Njemačke u saveznoj pokrajini Sjevernoj Rajni-Vestfaliji. Jedan je od pet regionalnih centara ruhrskoga područja i s oko 362 000 stanovnika šesti je po veličini grad u pokrajini, drugi po veličini u Vestfaliji i među 20 najvećih gradova u Njemačkoj. 
 Prvi pisani spomen o većoj naseljenosti na području današnjega grada zabilježen je 890. u zemljišnim knjigama. No vjeruje se da je Karlo Veliki već 800. osnovao naselje pod imenom Reichshof na križanju trgovačkih puteva. Grad je utemeljen u 10. stoljeću, a prvi put se kao Cofbuokheim spominje 1041. u jednom dokumentu Kölnske nadbiskupije. Gradske je privilegije dobio 1321. kada ih je svečano potvrdio grof Engelbert II. von der Mark. Unatoč statusu grada, stanovništvo Bochuma uglavnom se i dalje bavilo poljodjelstvom, osobito uzgojem voća i povrća. No smještaj na križanju važnih trgovačkih pravaca također je značajno utjecao na razvoj trgovine i obrtništva.
Poslije 2. svjetskoga rata Bochum se razvio u kulturno središte Ruhra. Godine 1962. je na prostoru negdašnjega rudnika ugljena otvorena podružnica General Motorsa, koja je postala simbol poslijeratnoga razvoja grada. Svi su rudnici prestali s radom u razdoblju između 1960. i 1980. godine. Prvi je trgovački centar otvoren 1964. na negdašnjoj zelenoj livadi u predgrađu, a godinu poslije otvoreno je sveučilište koje danas pohađa 40 000 studenata. U novije doba osobito su uznapredovale automobilska, elektrotehnička, metaloprerađivačka, kemijska, tekstilna i duhanska industrija te pivarstvo.

## Zemljopis

### Zemljopisni položaj
Bochum je grad smješten je na zapadu Njemačke u saveznoj državi Sjeverna Rajna-Vestfalija. Jedan je od pet regionalnih sjedišta Ruhra i s oko 362 tisuća stanovnika šesti je po veličini grad u pokrajini, drugi po veličini u Vestfaliji i među 20 najvećih gradova u Njemačkoj. Bochum je član Regionalnog saveza Vestfalije-Lippea i regionalnog saveza Ruhra.
1975. Bochumu je pripojen grad Wattenscheid.

### Stanovništvo
Bochum je 1904. premašio brojku od 100.000 stanovnika, čime je stanovništvo Bochuma postalo gradsko stanovništvo. Do 1926., zbog ekonomskog buma, broj stanovnika premašio je 200.000, odnosno udvostručio se. Dana 1. siječnja 1975. Bochum je imao dotad nezabilježenih 417.336 stanovnika, a najbrojnije naselje bilo je Wattenscheid s 81.469 stanovnika. 31. prosinca 2012. Bochum je, prema Državnom uredu za obradu podataka i statistiku, imao 362.213 stanovnika, a smatra se da će do 2030. imati oko 335.000 stanovnika.

### Vode
Lokalne rijeke Hörsterholzer Bach, Knöselbach i Emscher najveće su bochumske vode. Slivno područje rijeke Emscher prostire se od Marbacha do Ostbacha. Pod vode Bochuma spadaju i rijeka Oelbach (s pritocima Gerther Mühlenbach, Harpener Bach i Langendreer Bach) i rijeka Lottenbach.

### Vegetacija
Na jugu Bochuma nalazi se poznata zaštićena šuma Weitmarer Holz. Weitmarer Holz je mješovita šuma bukve i hrasta. Prisutnost božikovine ukazuje na umjerenu klimu.

### Klima
Grad Bochum je umjereno tople klime.
Prosječna godišnja temperatura u Bochumu iznosi 10,1 °C. Najhladniji mjesec je siječanj s 2,5 °C, dok je najtopliji mjesec srpanj s 18,4 °C.
Godišnja količina padalina iznosi oko 750 mm godišnje, s maksimalnom količinom padalina u kolovozu (85 mm).
|                         | siječanj | veljača | ožujak | travanj | svibanj | lipanj | srpanj | kolovoz | rujan | listopad | studeni | prosinac |        |
| ----------------------- | -------- | ------- | ------ | ------- | ------- | ------ | ------ | ------- | ----- | -------- | ------- | -------- | ------ |
| Maks. temeperatura (°C) | 5,0      | 5,8     | 10,2   | 15,6    | 18,7    | 21,4   | 24,1   | 23,4    | 19,4  | 15,0     | 10,0    | 5,3      | Ø 14,5 |
| Min. temperatura (°C)   | 0,0      | −0,1    | 1,5    | 4,7     | 7,3     | 10,3   | 12,7   | 12,4    | 9,5   | 6,7      | 4,2     | 0,4      | Ø 5,8  |
| Padaline (mm)           | 68       | 50      | 48     | 33      | 55      | 75     | 80     | 85      | 53    | 74       | 69      | 76       | Σ 766  |
| Sunčani dani (mjesečno) | 14       | 10      | 13     | 11      | 11      | 12     | 10     | 9       | 11    | 10       | 13      | 14       | Ø 11,5 |
| Vlažnost zraka (%)      | 85       | 80      | 77     | 72      | 70      | 73     | 73     | 74      | 79    | 81       | 84      | 85       | Ø 77,7 |

## Povijest
Prvi pisani spomen o prisutnosti veće naseljenosti na području današnjega grada potječe iz zemljišnih knjiga 890. No, vjeruje se da je Karlo Veliki već 800. južno od današnje crkve osnovao naselje pod imenom Reichshof na križanju trgovačkih putova. Osnovan je u 10. stoljeću, a prvi put se spominje 1041. kao Cofbuokheim u dokumentu Kölnske nadbiskupije. Gradske privilegije je dobio 1321., koje je svečano potvrdio Graf Engelbert II. von der Mark. Unatoč statusu grada stanovništvo Bochuma uglavnom se i dalje bavilo poljoprivredom, a posebice uzgojem voća i povrća. Ipak, smještaj na križanju važnih trgovačkih pravaca pripomognuo je u razvoju trgovine i obrtništva.
Do 1806. grad je pripadao pruskoj županiji Grafschaft Mark, a zatim do 1813. Ruhrdepartementu od Großherzogtum Berg (Velikog vojvodstva), a zatim privremeno pruskoj Zivilgouvernement zwischen Weser und Rhein. 1815. grad je dodijeljen pruskoj provinciji Vestfalija.
Bochum nije bio značajan grad sve do svoga uspona koji počinje 1841., kada je tadašnji predsjednik svečano otovrio prvi rudnik ugljena u gradu. To je bilo prvo građevinsko ulaganje u vestfalijski dio Ruhra. Ubrzo se počeo crpiti i lapor, sirovina za proizvodnju cementa.  Otvaranja brojnih rudnika ugljena i cementara utrla su put prozvodnji čelika. Industrija čelika doživjela je uspon u Ruhrskom području dovodeći do rasta cjelokupne regije. Ipak, razvoj je nakratko prekinuo privremeni pad cijene ugljena, koja je ipak normalizirana. 1880. zbog potražnje za čelikom, otvorena je i koksara za rafiniranje ugljena.
Jacob Mayer, trgovac i ulagač, 1843. stekao je prostore na cesti kod Essena. Mayer je uložio u napuštene pogone i otvorio ljevaonicu željeza. 1854. tvrtka je preimenovana u Bochumer Verein für Bergbau und Gußstahlfabrikation umbenannt. S novim tehničkim direktorom Louiseom Barreom tvrtka doživljava nagli procvat i postaje jedna od najvećih na Ruhrskom području.
1843. za gradonačelnika je izabran Max Greve. Tijekom njegova mandata osnovala se gradska pilana (1855.), uspostavljena je gradska gospodarska komora i izgrađena je mreža gradskog vodovoda (1871.). Ekonomski rast od rudnika i čelične industrije doveo je do velike potražnje za radnom snagom, koju sam grad nije mogao pribaviti. To je dovelo do snažnog useljavanja, zbog kojega sa stanovništvo Bochuma povećalo s 4.282 1843. na 25.174 1873.  Kako bi grad privukao radnike, uz elektrane i tvornice su izgrađeni radnički stanovi koje je grad dijelio besplatno. Tijekom industrijalizacije u blizini grada izgrađena je željeznićka pruga, što je pridonijelo i razvoju prometa u Bochumu.
Rast Bochuma u kasnom 19. stoljeću dogodio se zbog planske izgradnje, što je spriječilo preubrzani rast grada i preveliko naseljavanje. Grade se nove industrijske četvrti, a obližnje gradske farme se i dalje bave poljoprivredom. Najveći porast imaju sjeverna i istočna predgrađa.
Prvi tramvaj pušten je u promet 1894. Krajem 19.st. grad se dodatno širi, a u novopridruženim gradskim naseljima grade se plinovodi i proširuje se mreža vodovoda. 1905. Bochum je premašio brojku od 100.000 stanovnika, čime dobiva status velikog grada. Grad je imao heterogenu njemačku nacionalnu strukturu. Do Prvog svjetskog rata gradu je pridružena nova četvrt – Ehrenfeld.
Posljedice rata – nezaposlenost, štrajkovi, francuske okupacije, devalvacija doveli su do prestanka rasta gospodarstva.
1919. u Bochumu je izgrađeno kazalište. Ekonomski bum je trajao od 1925. do 1929. U tom razdoblju prigradski dijelovi (Riemke, Langendreer, Stiepel, Querenburg) postaju dijelovi gradskih četvrti. Završetkom ekonomskoga buma Bochum gubi status glavnoga grada na županijskoj razini, a tu ulogu preuzima Dortmund.
Dana 9. studenoga 1938. u Kristalnoj noći spaljena je židovska sinagoga. oko 500 Židova deportirano je koncentracijske logore, a brojni židovski domovi i ustanove su porušene. Od 500 židovskih građana Bochuma, koliko ih je bilo deportirano, 19 ih je bilo mlađe od 16 godina. Iako je bilo pokušaja spašavanja židovske djece, većina ih nije urodila plodom, jer bi i spašena djeca kasnije bila pronađena i ubijena.
Kao dio nacističkog prisilnog rada više od 30.000 ljudi iz Bochuma i Wattenscheid je sudjelovalo kao prisilni radnici.
Strateško bombardiranje tijekom Drugog svjetskog rata imalo je Bochum kao jedan od prioritetnih ciljeva. Bilo je uništeno 38 % grada. Bombardiranje je trajalo od 20. lipnja 1940. do 22. ožujka 1945. U tom vremenskom periodu je na grad palo 11.595 t bombi iz 46 različitih engleskih RAFovih zrakoplova. Gotovo cijelo središte grada je uništeno i više tisuċa civila je stradalo. Posebna meta bile su ljevaonice željeza i rudnici, kao i sjedište čeličane, koje je bilo 3. najveće u cijelom Ruhrskom području.
Nakon završetka rata Bochum je pripao britanskoj okupacijskoj zoni. Nekad raseljeni poljski radnici ponovno su se mogli vratiti u rodni grad.
U poslijeratnom razdoblju Bochum se razvio u kulturno središte Ruhra. 1962. je na prostoru nekadašnjega rudnika ugljena otvorena podružnica General Motorsa, koja je postala simbol poslijeratnog razvoja Bochuma. Svi rudnici prestali su s radom između 1960. i 1980. godine. 1964. otvoren je prvi trgovački centar u gradu na nekadašnjoj zelenoj livadi u predgrađu Bochuma. I dan danas je jedan od najvećih trgovačkih centara u Njemačkoj. Godine 1965. otvoreno je sveučilište koje danas pohađa 40.000 studenata. Izgrađen je gradski park, a industrijske četvrti su pošumljene, tako da je grad djelovao gotovo kao neko veće ruralno područje. Zelenilo je obilježilo i postavljanje spomenika, klupa i izgradnju gradskih šetnica s pješačkim zonama. 1979. izgrađen je i gradski stadion i prva gradska željeznička pruga. Bochum je 1988. godine proglašen glazbenim gradom, jer je Andrew Lloyd Webber 12. lipnja 1988. na gradskom stadionu na njemačkom jeziku otpjevao hit Starlight Express.
1989. otvorena je podzemna željeznica s 35 stanica, koja je Bochum spajala s Hattingenom, Herneom i Wittenom. 2003. otvoren je rurski kongresni centar. 
2005. položen je kamen temeljac za izgradnju sinagoge.
2007. godine otvorena je nova sinagoga za pripadnike židovske općine Bochuma, Hernea i Hatingena. Nokia je 2008. planirala zatvoriti svoje proizvodno poduzeće u Bochumu. Plan je naišao na oštro protivljenje 20.000 ljudi koji su prosvjedovali. Veliki prosvjedi ipak nisu mogli promijeniti sudbinu tvornice koja je na kraju preseljena u Rumunjsku. Zbog nekonkurentnosti i gubitaka Opelove tvornice u Bochumu 2013. General Motors je izglasao zatvaranje tvornice, unatoč protivljenjima njemačke vlade. Tvornica će se zatvoriti do kraja 2016., a bez posla će ostati 3.300 zaposlenika.

## Obrazovanje
U Bochumu postoji devet visokoobrazovnih ustanova: jedno sveučilište i osam Visokih škola. Sveučilište u Ruhru, s više od 40.000 studenata jedno je od najvećih sveučilišta u Njemačkoj. Sveučilište je nacionalno poznato zbog muzeja rudarstva i geologije Ruhrskog bazena, planetarija (otvorenog 1964.), kazališta, željezničkog muzeja, zoološkog vrta i astronomskoga opservatorija.
Obrazovne ustanove
U Bochumu se nalazi 61 osnovna škola i 14 posebnih škola:
Šest Berufsbildende Schulen (Berufskollegs) odn. strukovnih škola:
- Alice-Salomon-Berufskolleg
- Klaus-Steilmann-Berufskolleg
- Louis-Baare-Berufskolleg
- Technische Berufliche Schule (TBS I)
- Walter-Gropius-Berufskolleg (TBS II)
- Berufskolleg Ev. Johanneswerk (Fachschule für Heilerziehungspflege)

Pet Gesamtschulen:
- Erich Kästner-Schule Bochum
- Heinrich-Böll-Gesamtschule Bochum
- Maria Sibylla Merian-Gesamtschule Bochum
- Willy-Brandt-Gesamtschule Bochum
- Matthias-Claudius-Schulen Bochum

Deset gimnazija:
- Goethe-Schule Bochum
- Graf-Engelbert-Schule Bochum
- Heinrich-von-Kleist-Schule Bochum
- Hellweg-Schule Bochum
- Hildegardis-Schule Bochum
- Lessing-Schule Bochum
- Märkische Schule Wattenscheid
- Neues Gymnasium Bochum
- Schiller-Schule Bochum
- Theodor-Körner-Schule

Osam Realschulen tzv. Realke
- Anne Frank-Schule Bochum
- Annette-von-Droste-Hülshoff-Schule
- Frz-Dinnendahl-Schule
- Hansöckler-Schule
- Heleneange-Schule Bochum
- Hugo-Schtz-Schule
- Pestalozzichule
- Realschule Hntrop
- Freie Schule chum mit Primarstufe

Deset Hauptschulen:
- Albert-Schweitzer-Schule Bochum
- Carl-Arnold-Kortum-Schule
- Hauptschule Fahrendeller Straße
- Heinrich-Kämpchen-Schule
- Hermann-Gmeiner-Schule
- Hauptschule Preins Feld
- Liselotte-Rauner-Schule
- Katholische Hauptschule am Lenneplat
- Werner-von-Siemens Hauptschule

Dvije Waldorfschulen:
- Rudolf Steiner Schule Bochum
- Widar Schule Wattenscheid

Ehemalige Schulen:
- Albert Einstein-Schule Bochum(1967. – 2010.)
- Freiherr-vom-Stein-Schule Bochum (1895. – 1990.)
- Gymnasium am Ostring (1860. – 2010.)
- Hauptschule Markstraße

Glazbenu školu u Bochumu pohađa 7.000 učenika.
Visoke škole
- Ruhr-Universität Bochum – najveći kampus sveučilišta u Njemačkoj osnovan 1965.
- Hochschule Bochum – osnovana 1972. s nekoliko institucija – Nacionalna škola strojarstva i građevinarstva, te Visoka škola ekonomije
- Technische Fachhochschule Georg Agricola – Sveučilište datira iz 1816. kada je osnovana rudarska škola, koja je 1971. uzdignuta na razinu nacionalnog sveučilišta
- Evangelische Fachhochschule Rheinland-Westfalen-Lippe – nacionalno priznata pod vodstvom đakona i biskupije
- EBZ Business School – privatno sveučilište osnovano 2008.
- Hochschule für Gesundheit – osnovano 1. studenoga 2009.[9] – Zdravstveno sveučilište
- Fachhochschule des Bundes für öffentliche Verwaltung, Der Fachbereich Sozialversicherung – Odjel za socijalnu sigurnost
- Schauspielschule Bochum – Glumačka škola

## Sakralni objekti i vjera
U Bochumu se nalazi ukupno pedeset katoličkih crkava, a crkvu Heilig-Kreuz  (sv. Križa) koristi hrvatska zajednica za područje grada Bochuma i Hattingena. U gradu također postoji 45 crkava protestanske (uglavnom evangeličke) zajednice te četiri sinagoge, dok izgledom privlači Nova Bochumska sinagoga koja je građena od 2006. do 2007. godine.

### Katoličanstvo
Od osnivanja grada Bochum pripada Kölnskoj nadbiskupiji. Bochum je bio snažno katoličko uporište nadbiskupije sve do 1570. kada se u gradu pojavljuju reformatorska strujanja. Većina stanovnika ostala je biti vjerno Katoličkoj Crkvi, tek malobrojni građani su se odlučili na takav potez. Utjecaj protestantizma nije bio značajniji sve do dolaska luterana 1634. Tada stanovnici grada masovno počinju prelaziti na protestantizam, ali je Bochum i dalje ostao dio Kölnske nadbiskupije. 1821. nekad jedinstveni Bochumski dekanat podijeljen je na tri manja: Bochum-Mitte, Bochum-Süd i Bochum-Ost. Od 31. kolovoza do 4. rujna 1949. u Bochumu se održao katolički susret pod geslom Pravda stvara mir. 1958. Bochum postaje dijelom novoosnovane Essenske biskupije. Najstarija Ruhrska crkva nalazi se u okrugu Stiepel, a datira iz 885. godine. Poznato je kao mjesto hodočašća Essenske biskupije, jer se 1294. ovdje ukazao papa Bonifacije VIII. Svake godine oko 700.000 hodočasnika hodočasti u crkvu Sv. Marije s čudotvornom slikom Žalosne Majke, koja pripada samostanu izgrađenom uz crkvu. Župa u Bochumu dio je Gradskog dekanata Bochum-Wattenscheid. Najpoznatija gradska crkva je crkva Sv. Križa.
U Bochumu se nalaze četiri velike rimokatoličke župe sa svojim župnim crkvama i samostanima:
- Crkva Sv.Petra i Pavla – za okruge u središtu grada (Ehrenfeld, Hamme, Hordel, Hofstede Riemke i Grumme)
- Gospina crkva – za okruge Altenbochum, Langendreer, Laer, Werne, Gerthe, Harper i Hiltrop
- Crkva sv. Franje – za okruge Weitmar, Linden, Dahlhausen, Wiemelhausen, Querenburg, Hustadt i Steinkuhl
- Crkva sv. Gertude – za cijeli Wattenscheid

Cistercitski samostan Sv. Marije u Stiepelu nastavlja postojati kao zasebna općina i nije uključena u novo restrukturiranje biskupije Essen.

### Judaizam
Prije nego što je uništena u Kristalnoj noći Bochumska sinagoga se nalazila u neposrednoj blizini gradske vijećnice (Rathaus Bochum). Nakon što je srušena, pod pritiskom njemačkih vlasti većina Židova je prebjega iz Bochuma u neke sigurnije države, posebice Izrael. Nakon završetka rata preostali Židovi kojih je bilo manje od 5 % nisu imali adekvatne uvjete za održavanje obreda. Stoga su mnogi Židovi bili prisiljeni ići u druge gradove na bogoslužje. Tek je 2005. prepoznata potreba za izgradnjom sinagoge za građane Bochuma židovske vjeroispovijesti.  Dana 14. studenoga 2005. godine u nazočnosti predsjednika Središnjeg vijeća židova u Njemačkoj, Paula Spiegela,  gradonačelnica Bochuma Ottilie Scholz osobno je položio kamen temeljac za izgradnju nove sinagoge za židovsku zajednicu u Bochumu. Nova Bochumska sinagoga je svečano otvorena inauguracijom  16. prosinca 2007. godine, na kojoj je bila nazočna i gradonačelnica Scholz.

### Islam
Mnogi su se muslimani doselili u Bochum tijekom 1960-ih godina u potrazi za poslom. Tijekom 20. stoljeća Bochum su naselili mnogi muslimani, no nisu imali uvjete za bogoslužje. Stoga se dvanaest kuća u Bochumu prenamijenilo u prostore za bogoslužje. U siječnju 2009. osnovana je udruge Bochumska džamija, koja okuplja sve vjernike muslimanske vjeroispovijesti u Bochumu. Cilj ove zajednice je provedba zajedničkog cilja – izgradnje džamije koja će biti od pomoći muslimanskom stanovništvu kako bi ostvarili prikladne uvjete za bogoslužje.

## Gospodarstvo
Do prije tridesetak godina Bochum je bilo jako rudarsko i industrijsko središte Ruhrskog područja. Poznato je po mnogim ugljenokopima; od kojih je posljednji zatvoren 1973. 
Do zatvaranja ugljenokopa bila je razvijena industrija željeza i čelika.
U novije doba razvila se automobilska industrija (Opel), elektrotehnička industrija i industrija elektrotehničkih uređaja (Nokia), a važne su i metaloprerađivačka (Krupp), kemijska, tekstilna, duhanska industrija i pivarstvo.

## Grb
Grb grada Bochuma na plavoj podlozi prikazuje crveno-bijele Brandenburške šahovske grede s crnom knjigom sa zlatnim vezom, reljefni srebrni poklopac i dva srebrna držača knjige. Gradske boje su plava i bijela. Današnji grb je usvojen 1975.
Stari grb prikazuje samo crnu knjigu bez crveno-bijele grede, ali s okrunjenim gradskim bedemima.
Iako se u nekim gradskim statutima s pečatom spominje još u 14.st stari grb je usvojen tek 1913. 
Porijeklo knjige na grbu kao heraldičkog simbola još se ne zna, ali se pretpostavlja da je grad dobio ime po njoj. 
Međutim to još nije potvrđeno.

## Gradovi prijatelji
| Sheffield (Velika Britanija), od 1950. |
| Oviedo (Španjolska), od 1980.          |
| Doneck (Ukrajina), od 1987.            |
| Nordhausen (Njemačka), od 1990.        |
| Xuzhou (Kina), od 1994.                |

## Općine
Urbano područje Bochuma sastoji se od šest općina i njihovih središta.
Svaka općina ima vlastito Općinsko vijeće. Općine se dalje dijele na okruge.
| Općina        | Okruzi |
| ------------- | --- |
| Bochum centar | Bochum-Innenstadt,Bochum-Grumme, Bochum-Altenbochum, Bochum-Hamme, Bochum-Hordel, Bochum-Hofstede, Bochum-Riemke         |
| Wattenscheid  | Eppendorf (Bochum), Günnigfeld, Höntrop, Bochum-Leithe, Wattenscheid-Mitte, Munscheid, Sevinghausen, Westenfeld (Bochum) |
| Sjever        | Bochum-Bergen, Bochum-Hiltrop, Bochum-Gerthe, Bochum-Harpen, Kornharpen, Voede-Abzweig                                   |
| Istok         | Bochum-Laer, Bochum-Werne, Langendreer                                                                                   |
| Jug           | Querenburg, Bochum-Stiepel, Bochum-Wiemelhausen                                                                          |
| Jugoistok     | Bochum-Weitmar (Mitte, Mark und Bochum-Bärendorf), Bochum-Linden, Bochum-Dahlhausen, Bochum-Sundern                      |

## Kultura
Bochum je zajedno s Ruhrom bio  Europska prijestolnica kulture 2010. pod nazivom RUHR.2010.
12. prosinca 2009. u Stoljetnoj dvorani održan je 22. Europski filmski festival na kojemu se za europsku filmsku nagradu dijelio tzv. europski Oscar.

### Kazalište
U Bochumu se nalazi više od 20 kazališta:
- Comödie Bochum (Komedija Bochum)
- Constantin Musik Theater
- Der Zauberkasten
- Deutsches Forum für Figurentheater und Puppenspielkunst (slikovna gluma i lutkarstvo)
- Figurentheater-Kolleg
- Freilichtbühne Wattenscheid
- Stoljetna dvorana – njem. Jahrhunderthalle
- Musisches Zentrum der Ruhr-Universität Bochum
- Prinz-Regent-Theater
- Stadtteilladen Regenbogen
- RuhrCongress Bochum
- Schauspielhaus Bochum
- Stadthalle Wattenscheid
- Starlight Express
- Thealozzi-Kulturhaus
- Theater der Gezeiten im Theaterhaus Ecce Homo
- Rottstr5theater
- Theater Thespis
- Theater Total
- Varieté Et cetera
- Volksbühne im Saalbau Spitz
- Waldbühne Höntrop

Kazalište Bochum (njem. Schauspielhaus Bochum)- jedna je od najprestižnijih kazališnih pozornica za gledateljstvo u Njemačkoj.
Gradsko kazalište otvoreno je 1915., izgrađeno na temeljima staroga kazališta. Tijekom Prvog svjetskog rata nije gostovalo na urbanoj pozornici u Düsseldorfu. Od 1919. kazalište se sa svojim ansamblom prozvalo kao Shakespeare Stage. Tijekom Drugog svjetskog rata gotovo je potpuno uništeno zajedno s pozornicom. Ponovno je izgrađeno 1954. na mjestu današnjeg Playhausea, što je ujedno i arhitektonski značajno (Arhitekt: Gerhard Graubner). Kazalište Bochum je poznato i po svojim umjetničkim direktorima:
1. Saladin Schmitt (1919. – 1949.)
2. Hans Schalla (1949. – 1972.)
3. Peter Zadek (1972. – 1979.)
4. Claus Peymann (1979. – 1986.)
5. Frank-Patrick Steckel (1986. – 1995.)
6. Leander Haußmann (1995. – 2000.)
7. Matthias Hartmann (2000. – 2005.)
8. Elmar Goerden (2005. – 2010.)
9. Anselm Weber (2010. – danas)
Starlight express – mjuzikl nastao u glazbenoj gužvi u Bochumu, a nakon 26 godina s 15 milijuna gledatelja, jedan je od najuspješnijih na svijetu.
Stoljetna dvorana ili Jahrhunderthalle – mjesto na Westparku, jedna od glavnih dvorana za organiziranje važnih javnih događaja u Ruhrskom području. Koristi se za svečanije događaje, koncerte Bochumskog simfonijskog orkestra, dodijele nagrada Einslive-Krone i Steiger Award.

### Muzeji
Grad Bochum je dom za više od dvanaest muzeja:
- Bauernhausmuseum bei Haus Kemnade
- Deutsches Bergbaumuseum
- Bauernhausmuseum bei Haus Kemnade
- Deutsches Bergbaumuseum
- Eisenbahnmuseum Bochum-Dahlhausen
- Heimatmuseum Helfs Hof
- Kunstsammlungen und Antikenmuseum der Ruhr-Universität
- Medizinhistorische Sammlung der Ruhr-Universität Bochum
- Muzej likovnih umjetnosti u Bochumu
- Schulmuseum ili školski muzej
- Situation Kunst
- Telefonmuseum
- Zeche Hannover Westfälisches Industriemuseum
- Brauereimuseum Fiege
- Heimatmuseum Eppendorf
- Eisenbahnmuseum Bochum-Dahlhausen

Muzej likovnih umjetnosti u Bochumu (njem. Museum Bochum – Kunstsammlung) je otvoren 1960. u vili Markhoff. 1983. je proširen s novom zgradom danskog arhitekta Boa i Wohlerta. Zbirka se sastoji od njemačke umjetnosti nakon 1945. godine i ostale međunarodne umjetnosti 20. stoljeća. Muzej se nalazi nasuprot glavnog ulaza u južni dio Bochuma.
Deutsches Bergbaumuseum (Njemački muzej rudarstva) osnovan je 1930. pod sponzorstvom pokrajine Vestfalije. Muzej prikazuje razvoj rudarstva u Ruhrskom području s posebnim težištem na Bochum i Dormund. Muzej je postao vidljivi simbol nekadašnjeg rudarskoga središta. Za posjetitelje postoji mogućnost razgledavanje dviju platforma na 50 i 62 metra visine, od kuda imaju prekrasan pogled na grad. Muzej je vrlo moderan. U muzeju se nalazi dvadesetak zaslona preko kojih se mogu gledati stare fotografije ili snimke iz rudarskoga doba, a postoje i prevoditelji za strane skupine turista. Pod muzeja nalazi se na dubini od 17-22m, pa posjetitelji stječu dojam da su u rudniku. Također se mogu vidjeti stari strojevi i oruđe kojim su rudari tragali za ugljenom.
Eisenbahnmuseum Bochum-Dahlhausen (Željeznički muzej) jedan je od najvećih muzeja takve vrste u Njemačkoj. Zbirka vozila uključuje više od 120 vagona iz razdoblja od 1853. do danas. Eksponenti iz različitih razdoblja posjetiteljima dočaravaju razvoj željeznice u ne samo Bochumu nego i cijeloj Njemačkoj. Muzej nudi sveobuhvatan pregled vagona, lokomotiva, tegljača tereta i mnogih drugih vozila. Mnogi izlošci se smatraju raritetnima i time vrlo vrijednima. osim razvoja teretnog posjetitelji mogu pogledati i razvoj putničkog željezničkog prometa, u gradu u kojem je željeznica bila jedan od pokretača razvoja.

### Kino
U Bochumu se smjestilo deset kinodvorana:
- Bofimax Bochum – smješten u pješačkoj zoni
- Casablanca Kino
- Endstation – dio kulturnog centra Bahnhof-Langendreer
- Privatbrauerei Moritz Fiege – KinoOpenAir (ljetno kino)
- Märkisches Kino – smješten u gradskoj vijećnici
- Metropolis Filmtheater
- Union Kino Bochum – dio urbanog Bermudskog trokuta
- (UCI Kinowelt) – smješten u Ruhr-parku (Multiplex)

### Glazba
1919. osnovan je Bochumski simfonijski orkestar, koji se tijekom povijesti razvio u jedan od najznačajnijih orkestara u Zapadnoj Njemačkoj. Od 1994. Steven Sloane je glazbeni direktor orkestra. Filmharmonijski zbor održi četiri do pet koncerata godišnje, najčešće zajedno s Bochumskim simfonijskim orkestrom. Na Ruhrskom sveučilištu u Bochumu nalaze se orgulje graditelja Klaisa s 82 registra.
Od 1986. u Bochumu se održava rock festival Bochum Total, koji je s 900.000 posjetitelja jedan od najvećih takvih događaja u Europi.
Grupe
- Alpha Boy School, ska sastav
- Faithful Breath (Vjeran dah), rock sastav
- Die Kassierer (Blagajnik), funpunk sastav
- Ruhrpott AG, hip-hop sastav

Solisti
- Herbert Grönemeyer
- Tommy Finke

## Znamenitosti
- Gradska vijećnica – izgradnja je započela 1926. polaganjem kamena temeljca. 20. svibnja 1931. dovršena je izgradnja gradske vijećnice i održano je svečano otvorenje. Zgrada gradske vijećnice ima simetrični tlocrt. Os simetrije je sudsko vijeće koje leži s bočnim dvorištima na obje strane. Izvana se nalaze velika vrata koja s dva trijema čine ulaz uređen fasadom i dekorativnim elementima.  Zgrada je građena od tvrdog granita koji je služio kao baza, a fasada je rađena od Shell kamena, dok je škrljica korištena za krov zgrade. U hodnicima i privatnim sobama ima mramornih elemenata zajedno s brončanom lamperijom i namještajem od tamnog drva. Ostali elementi u dvorištu su zvonik i fontana izrađena od sedre i bronce. Izgradnja gradske vijećnice stajala je 9.250.000 njemačkih maraka. Jedna od fontana sadrži zanimljive ukrasne elemente: vjenčani prsten i papuče za bračnu sreću, jabuku koja simbolizira plodnost, prazni novčanik za optimizam i balon kao iluziju. Carillon se sastoji od 28 zvona lijevanog čelika s ukupnom težinom od 2300 kg, svako težine između 375–400 kg. Radi se o prvom zvonu od lijevanog čelika Carillon u svijetu. Zvono ispred gradske vijećnice je 1867. godine kao najveće od četiriju zvona bila svojevrsna atrakcija u Općoj izložbi u Parizu, a izliveno je na poticaj Bochumske udruge rudarstva i lijevanja čelika. Stajala je kao spomenik u prostorijama do 1979. S promjerom od 3.13 m ima težinu od 15.000 kg, a i dan danas je svojevrsna znamenitost koju svakako treba posjetiti.[25]
- Spomen mira – smješten pokraj crkve tzv. stare žalosti. Djelo je Kölnskog kipara Gerharda Marcksa.[26] Podsjetnik je na sve strahote i civilne žretve koje je podnio Bochum tijekom Drugog svjetskog rata i bombardiranja Bochuma 4. studenoga 1944. Spomenik je otkriven 1955., a isklesan je od bazalta. Na spomeniku je prikazana starica vjerojatvo uzalud traži nekoga svoga bližnjega.
- Zeissov planetarij – izgrađen prema planovima Karl-Heinz Schwarza, voditelja građevinskog odjela 1962. – 1964. Planetarij se nalazi u ulici Castroper. Zgrada ima promjer od oko 20 metara i površine 6000 m2. Planetarij od 2000. provodi jedinstveni projekt u Europi, nudeći usluge promatranja svemira vrlo povoljno, dok školarci i studenti imaju besplatan pristup planetariju. Planetarij provodi nove projekte, dijelom sufinancirane iz fondova Europske unije.[27]
- Spomenik pastiru – smješten između dekanata crkve Svetog Petra i Pavla. Spomenik prikazuje pastira Fritza Kortenbuscha, posljednjeg pastira u Bochumu, sa svojim vjernim psom. Današnji spomenik iz 1962. zapravo je replika staroga spomenika iz 1908., koji je uništen u Drugom svjetskom ratu.
- Crkva sv. Marije – rimokatolička crkva iz 19.st. prepoznatljiva neogotičkom tornju od cigle visoku 70 m. Građena je prema nacrtima arhitekta Gerharda Augusta Fischera.[28] Crkva je bila više puta oštećena u bombardiranjima tijekom Drugog svjetskog rata. Crkva je ponovo posvećena 1953. godine. U svibnju 2000. javnost je bila upoznata s činjenicom da je najbolje srušiti crkvu i pretvoriti ju u neki drugi javni objekt. Crkva je zatvorena, a vrijedni vitraji prepušteni propadanju.[29]

## Vanjske poveznice
- Stranica grada Bochuma